# Trenganu
Trenganu (jawi: ترڠڬانو, Terengganu) é um sultanato e um estado federado da Malásia. A capital, sede real e maior cidade do estado é Cuala Trenganu,situada no nordeste do país, na península Malaia. Limita com Calantão a noroeste e com Pão a sudoeste. É banhado a leste pelo mar da China Meridional. Sua área é de 12,955 km² e sua população, de 1 150 286 habitantes, majoritariamente malaios.